# امپراتور سوشون
امپراتور سوشون (به ژاپنی: 崇峻天皇 Sushun-tennō)، سی و دومین امپراتور ژاپن بود. او دوازدهمین پسر امپراتور کینمی بود. سلطنت امپراتور سوشون پنج سال قبل از مرگ وی در سن ۷۲ سالگی به طول انجامید.